# Sluitsteen

Sluitsteen

Een sluitsteen is een vaak zorgvuldig behakte steen, aangebracht in de top van een boog of op de ontmoetingsplaats van enkele ribben in de top van een ribgewelf. Wanneer de sluitsteen doorhangt, wordt de term druiper gebruikt. Deze vorm komt voor in sommige laatromaanse Duitse gewelven. Wanneer een sluitsteen in een gewelf ver naar beneden hangt, spreekt men van een Mariakroon.
De benaming sluitsteen wordt ook gebruikt voor de bovenste steen van een topgevel.

## Galerij

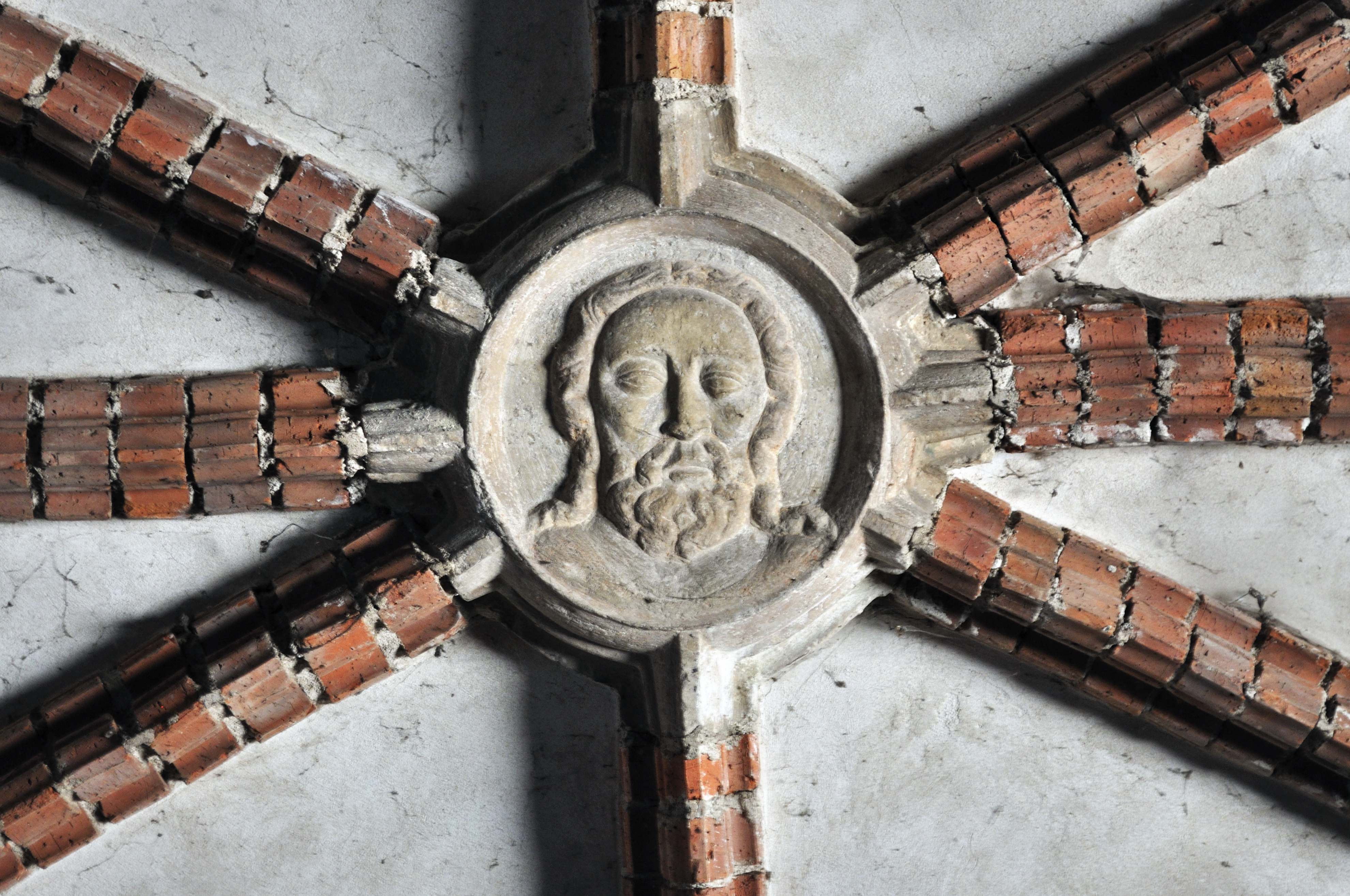
Sluitsteen (gewelfsleutel) in een gewelf
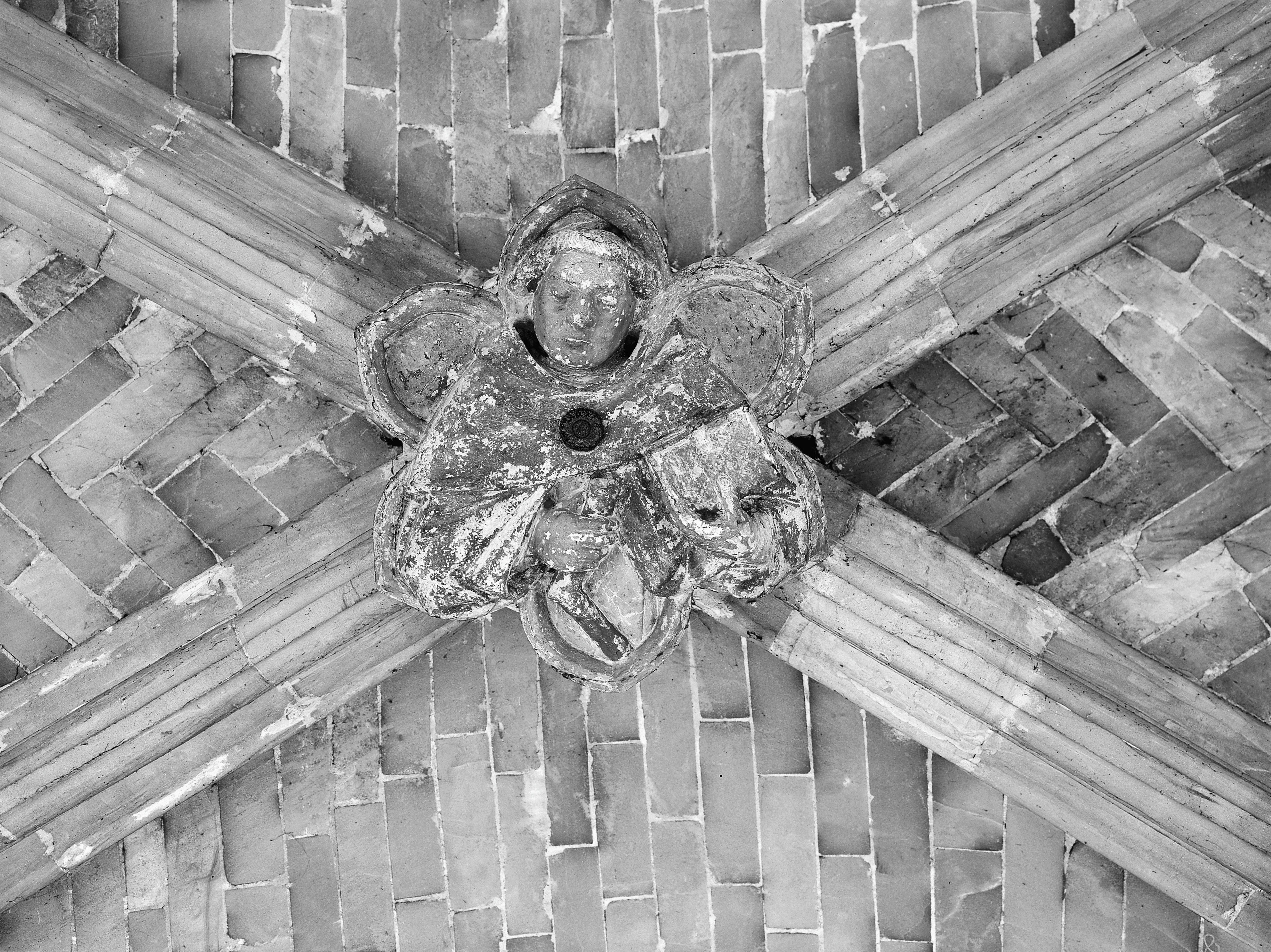
Sluitsteen in de voormalige Dominicanenkerk te Maastricht
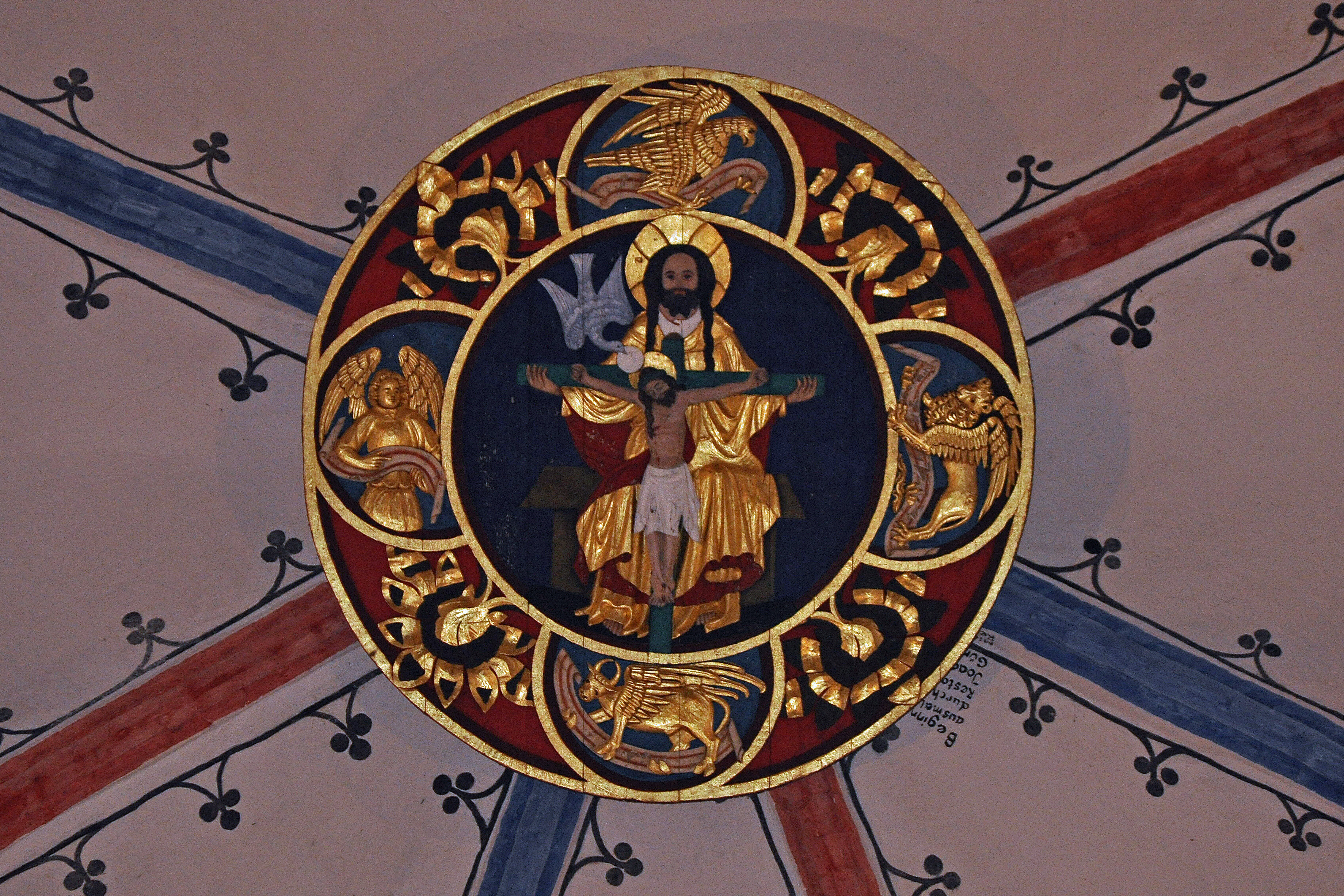
Sluitsteen in de Nicolaikerk (Nikolaikirche) te Stralsund
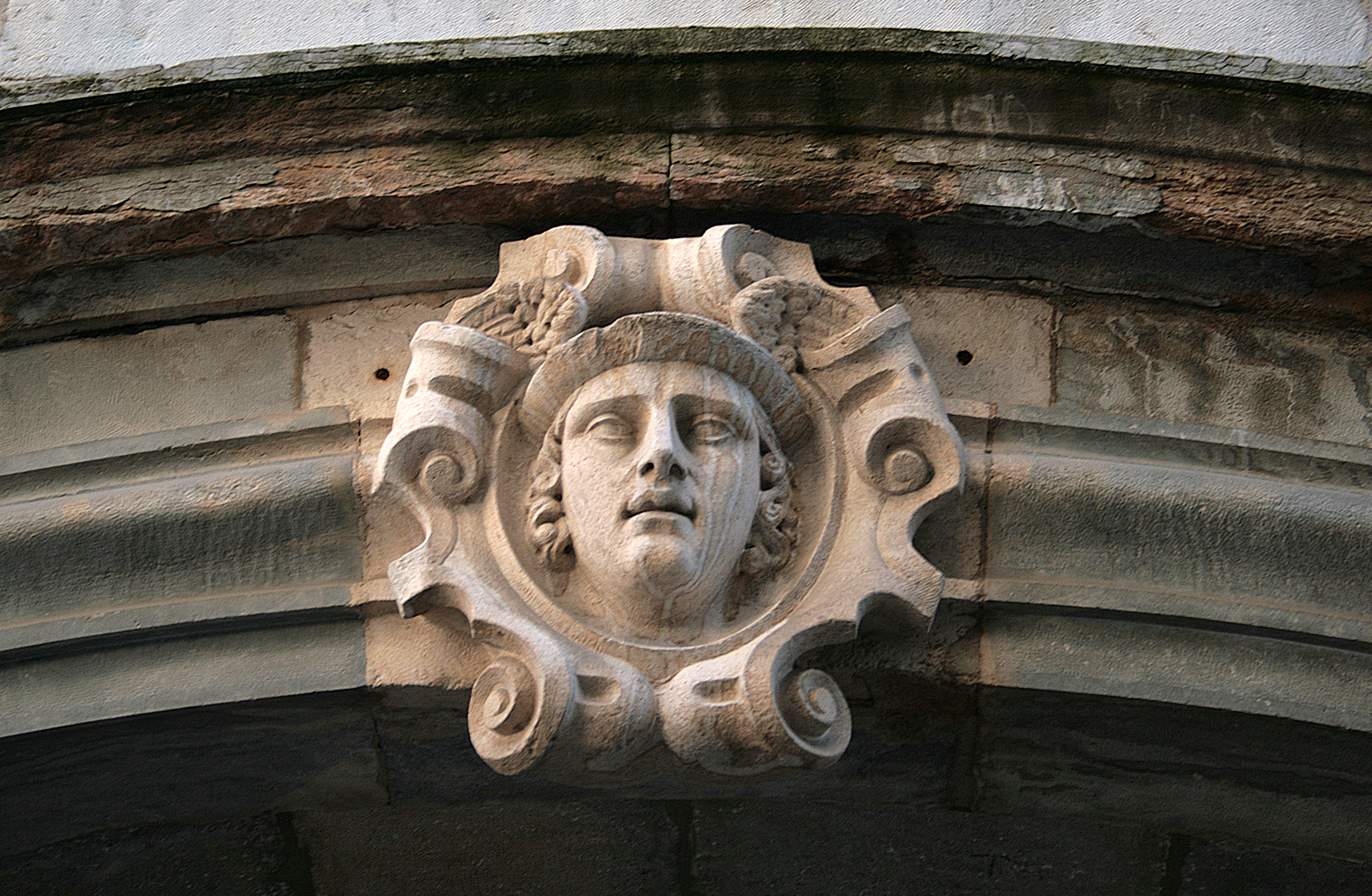
Sluitsteen in Besançon.
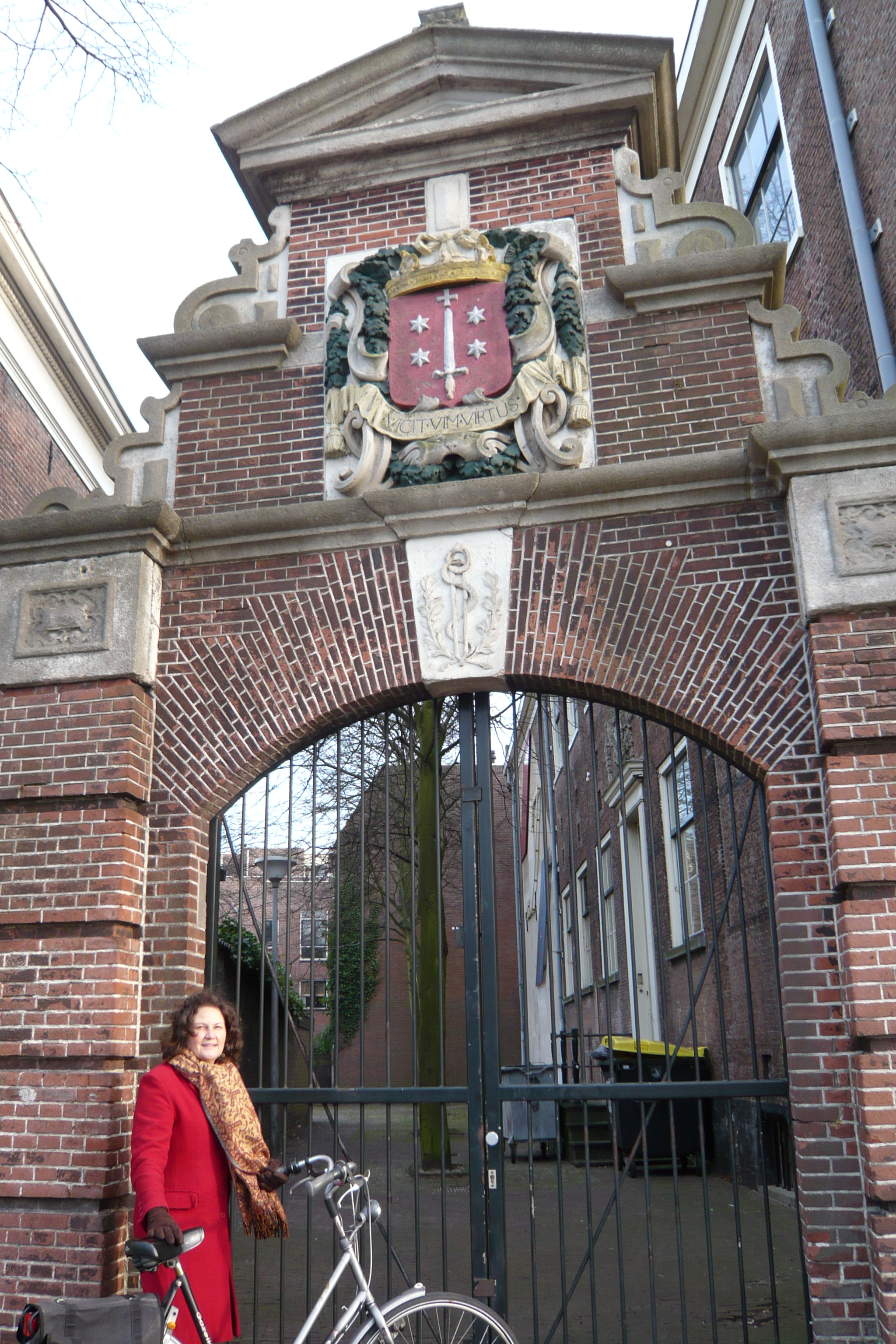
Sluitsteen in Haarlem.
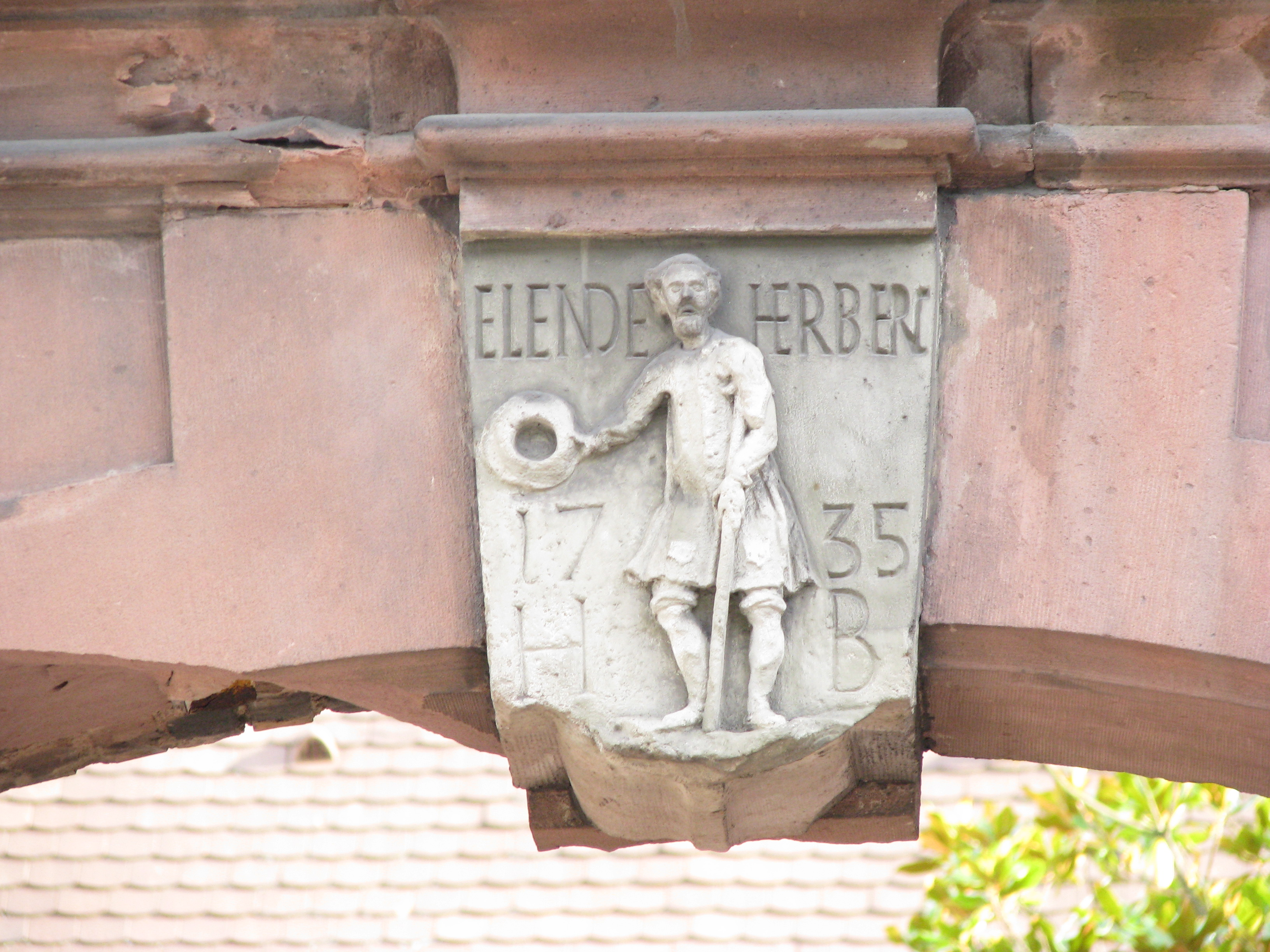
Sluitsteen aan het voormalig St-Anna-Hospitaal in Heidelberg
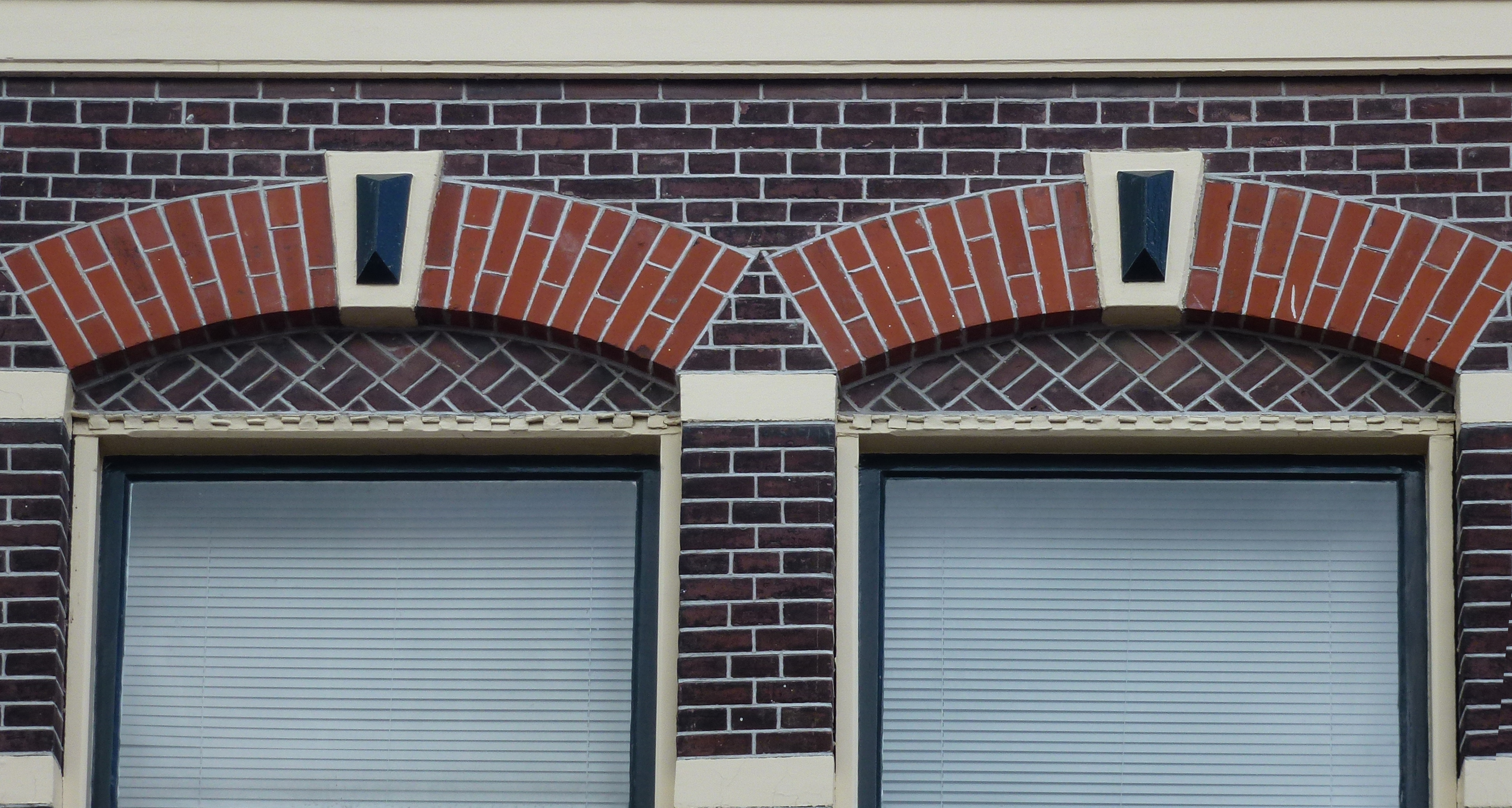
Ramen met ontlastingsbogen en sluitstenen in Gouda
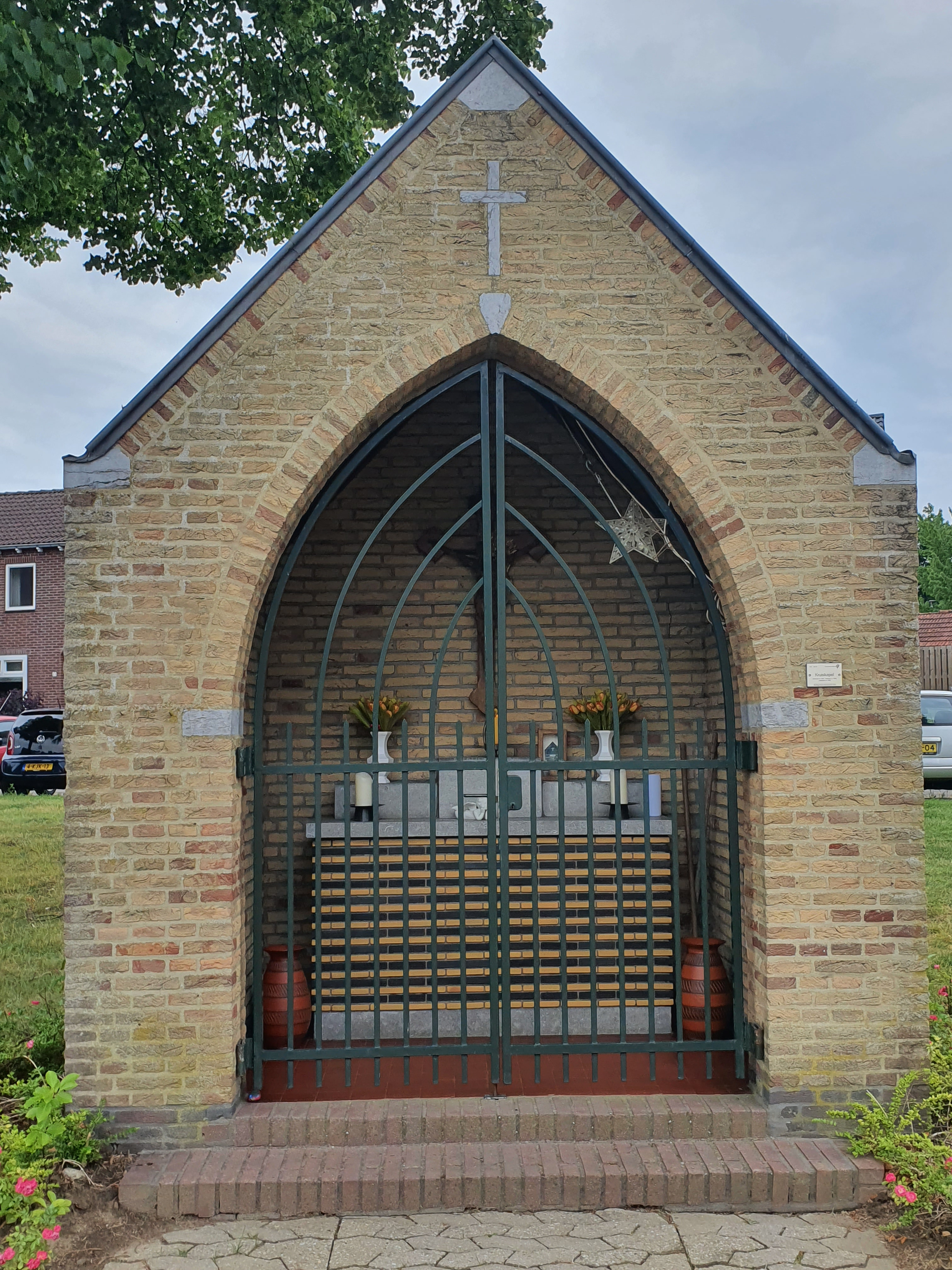
Zowel de spitsboog als de topgevel hebben een sluitsteen in deze Kruiskapel.